# Паласиос, Адриан
Адриа́н Хосе́ Пала́сиос Эрна́ндес (исп. Adrián José Palacios Hernández; 7 июня 2004, Эль-Вихия) — венесуэльский футболист, защитник клуба «Генк».

## Клубная карьера
Начал заниматься футболом в юношеской команде «Титанес», а в 2022 году присоединился к структуре колумбийского «Депортиво Кали». Начал карьеру в команде до 20 лет, а с августа 2022 года переведён в первую команду «Депортиво Кали». 7 августа 2022 года дебютировал за «Депортиво» в матче Категории Примеры А против «Мильонариоса», заменив Кевина Саласара. Всего в сезоне 2022 года сыграл 5 поединков. Следующий сезон 2023 года провёл за молодёжный состав «Депортиво», а в январе 2024 года переведён в первую команду. 10 февраля 2024 года сыграл первый матч в сезоне против клуба «Бояка Чико».
20 июня 2024 года перешёл в бельгийский клуб «Генк», подписав четырёхлетний контракт. 15 сентября дебютировал за фарм-клуб «Йонг Генк» в матче Челленджер Про Лиги против «Васланд-Беверена», выйдя в стартовом составе. 30 октября дебютировал в основном составе «Генка» в поединке Кубка Бельгии против «Васланд-Беверена», заменив Жориса Кайембе.